# Canberra (Schiff, 1961)
Die Canberra war ein 1961 in Dienst gestelltes Passagierschiff der britischen P&O-Orient Line, das für den Linienverkehr nach Australien gebaut wurde und nach einer Modernisierung im Jahr 1974 bis September 1997 als Kreuzfahrtschiff im Einsatz stand. Nach seiner Ausmusterung traf es im Oktober 1997 zum Abbruch im pakistanischen Gadani ein. Die Canberra war das letzte in Dienst gestellte Passagierschiff der P&O-Orient Line sowie das größte je gebaute Passagierschiff, das nicht für den Nordatlantik-Verkehr konzipiert wurde.
Bekanntheit erlangte die Canberra neben ihrer regulären Dienstzeit vor allem während des Falklandkrieges im Jahr 1982, bei dem sie als Truppentransporter für die Royal Navy im Einsatz stand.

## Planung und Bau
Am 20. Dezember 1956 bestellte die P&O-Orient Line bei Harland & Wolff im irischen Belfast ein neues Passagierschiff, das für den Dienst nach Australien geplant wurde. Die Kiellegung für den Neubau mit der Baunummer 1621 fand am 23. September 1957 statt. Die Entscheidung zur Namensvergabe fiel am 17. März 1958. Am 16. März 1960 wurde die Canberra vom Stapel gelassen. Taufpatin war Pattie Menzies (1899–1995), die Gattin des damaligen Premierministers Robert Menzies. Nach dem Stapellauf wurde das Schiff in die Thompson Wharf geschleppt, wo es seine Aufbauten und seine Ausstattung erhielt. Im April 1961 waren die Arbeiten an der Canberra abgeschlossen. Während der Probefahrten im Hafen von Belfast am 29. April 1961 wurde eine Hecklastigkeit des Schiffes festgestellt, was an der im Heck befindlichen Maschinenanlage lag. Die Canberra erhielt daher vor ihrer Ablieferung mehrere Tonnen Ballast im Bug.
Die Baukosten des Schiffes betrugen 17 Millionen Pfund. Die Canberra war mit einer Tonnage von 45.270 Bruttoregistertonnen das größte je gebaute Passagierschiff, welches außerhalb der Nordatlantik-Route verkehrte.
Der Entwurf der Canberra stammt von dem britischen Schiffsarchitekten John West. Das neue Schiff sollte große Deckflächen besitzen und ein modernes Aussehen haben. Anreize hierzu fand West unter anderem in der 1955 in Dienst gestellten Southern Cross der Shaw, Savill & Albion Steamship Company sowie in der 1959 in Dienst gestellten Rotterdam der Holland-America Line.

## Dienstzeit

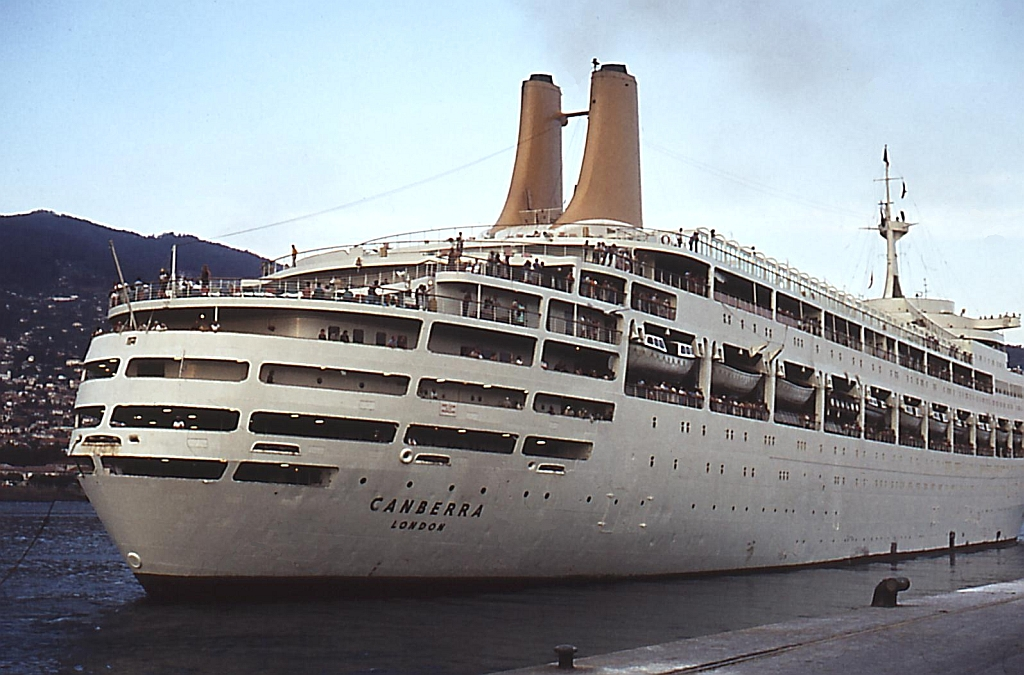
Heckpartie der Canberra, 1978

Die Canberra wurde am 2. Juni 1961 in Dienst gestellt und fiel durch ihr futuristisches Äußeres auf. Sie war fortan im Großbritannien-Australien-Dienst der P&O-Orient Line eingesetzt und ersetzte dort die zwei kleineren und älteren Vorkriegsbauten Strathnaver und Strathaird, die kurz nach der Indienststellung der Canberra ausgemustert und zum Verschrotten verkauft wurden.
Nach etwa zehn Jahren Einsatz im Linienverkehr war die Canberra nicht mehr konkurrenzfähig. Dies lag maßgeblich auch an der starken Zunahme des Flugverkehrs, der der Linienpassagierschifffahrt zunehmend Kunden entzog. Ein weiterer Grund für die sinkende Rentabilität war die zurückgehende Zahl der Auswanderer nach Australien. Dazu kam außerdem die Schließung des Suezkanals und der dadurch resultierende weitere Weg um das Kap der Guten Hoffnung. Zwischen Februar und September 1972 verzeichnete die P&O mit dem Schiff einen Verlust von einer halben Million Pfund. Zunächst hielt die Reederei einen Umbau der Canberra zum Kreuzfahrtschiff für nicht rentabel und bot das erst elf Jahre alte Schiff daher für einen Schrottwert von 600.000 Pfund zum Abwracken ab. Nachdem sich diese Pläne verwarfen, wurde die Canberra daraufhin doch modernisiert und ab 1974 ganzjährig als Kreuzfahrtschiff eingesetzt. Ungewöhnlich war der problemlose Übergang in die Reihen der Kreuzfahrtschiffe ohne größere Umbauten.

### Falklandkrieg

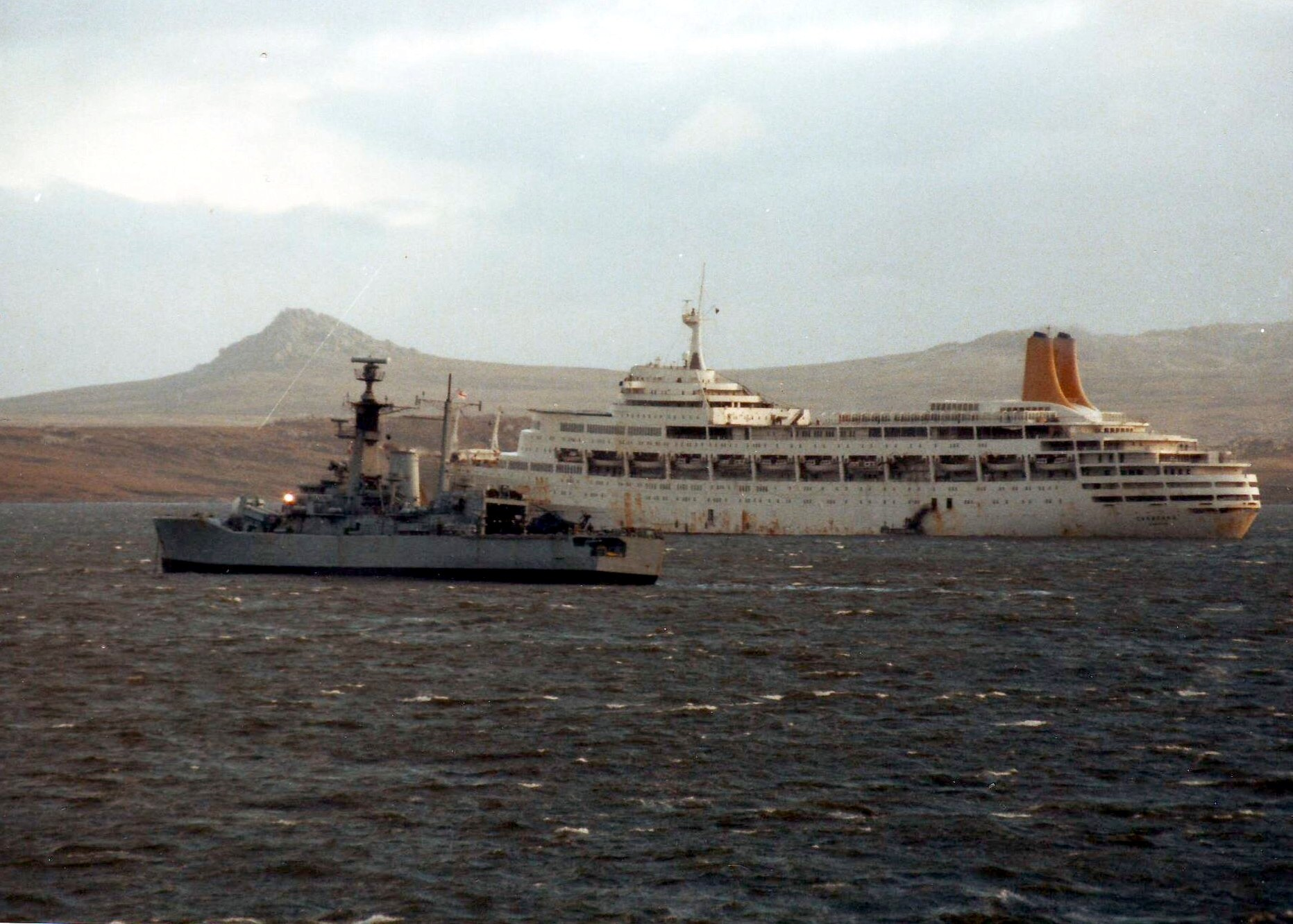
Die Canberra im Falklandkrieg, Juni 1982

Gerade von einer Kreuzfahrt im Mittelmeer zurück, wurde die Canberra am 9. April 1982 von der britischen Regierung beschlagnahmt. Durch den Ausbruch des Falklandkrieges wurde sie als Truppentransporter für den Transport von Kampftruppen in den Südatlantik benötigt. Bereits in den Tagen zuvor hatte es während der letzten Kreuzfahrt Gerüchte zu einer Beschlagnahme des Schiffes gegeben. Neben der Canberra wurde zudem der ebenfalls von P&O betriebene RoRo-Frachter Elk beschlagnahmt. Am nächsten Tag folgten mit der Uganda und der Fähre Norland zwei Schiffe, die im Laufe ihrer Dienstzeit ebenfalls für P&O fuhren (Die Uganda gehörte 1982 bereits zu P&O, die Norland kam 1996 in den Besitz der Reederei).
Die Canberra erhielt von den auf ihr reisenden Soldaten die Bezeichnung Großer Weißer Wal. Am 21. Mai erreichte das Schiff nach einer Reise von 14.000 km sein Ziel im Südatlantik mit den an Bord befindlichen Fallschirmjägern und Marineinfanteristen. Trotz ihres küstennahen Operationsgebietes blieb die Canberra unversehrt. Obwohl ihre Größe und weiße Farbe sie zu einem guten Ziel für die argentinische Luftwaffe machte, wurde sie nicht angegriffen. Vorsorglich hatte man einen seichten Ankerplatz im Falklandsund gewählt, um ein vollständiges Untergehen des Schiffes bei einem möglichen Angriff zu vermeiden. Die argentinischen Piloten konzentrierten ihre Kampfhandlungen aber auf die britischen Fregatten und Zerstörer. Später behaupteten argentinische Piloten, sie hätten Weisung gehabt, die Canberra nicht anzugreifen. Nach dem Ende des Krieges wurde ein Teil der argentinischen Soldaten mit der Canberra von den Falklandinseln zurück auf das Festland transportiert.

### Spätere Jahre
Nach einigen Umbau- und Reparaturarbeiten kehrte das Schiff in das Kreuzfahrtgeschäft zurück. Die Canberra war in den kommenden Jahren durch ihre Rolle im Falklandkrieg äußerst populär, was sich positiv auf den Ticketverkauf des Schiffes auswirkte. Mitte der 1990er wurde die über 30 Jahre alte Canberra wegen zu hoher Unterhaltskosten dennoch unprofitabel, weshalb beschlossen wurde, das Schiff auszumustern. Im September 1997 beendete die Canberra ihre letzte Kreuzfahrt; im Oktober 1997 wurde sie außer Dienst gestellt und nach Pakistan überführt. Dort begann man am 31. Oktober 1997 im pakistanischen Gadani mit der Abwrackung des Schiffes. Aufgrund des großen Tiefgangs gab es Probleme beim üblichen auf den Strand setzen des Schiffes, und durch die stabile Bauweise dauerte die Abwrackaktion fast ein Jahr.

## Ausstattung
Sämtliche Kabinen der Ersten Klasse an Bord der Canberra waren klimatisiert. Neben den herkömmlichen Kabinen verfügte das Schiff über insgesamt vier Suiten mit privater Veranda auf den oberen Decks. Zu den öffentlichen Räumen der Ersten Klasse an Bord der Canberra gehörte neben dem Speisesaal mit 320 Sitzplätzen eine Lounge namens Meridian Room, die den Mittelpunkt des Schiffes markierte. In ihrer Nähe befand sich eine Bibliothek sowie die Century Bar. Vom Meridian Room aus führte eine weiße Wendeltreppe drei Etagen hinauf in die Panoramalounge mit der Bezeichnung Crow's Nest (Krähennest). An Deck stand den Passagieren am Fuße des Schornsteins ein Pooldeck zur Verfügung. In dessen Nähe befand sich der Bonito Club, eine Tanzfläche mit gläserner Überdachung.
Zu den Räumlichkeiten der Touristenklasse gehörte die als William Fawcett Room bezeichnete Lounge mit angrenzender Bibliothek und Schreibzimmer. An Deck stand den Passagieren der Touristenklasse ein eigener Bereich namens Game Deck sowie zwei kleinere Pools auf dem Lidodeck am Heckbereich des Schiffes zur Verfügung. Das bordeigene Kino der Canberra mit 340 Sitzplätzen stand beiden Klassen zur Verfügung. Das auch als Showlounge nutzbare Theater besaß eine Kapazität von 600 Sitzplätzen. Nach dem Umbau des Schiffes für Kreuzfahrten im Jahr 1973 wurde die Klassentrennung aufgehoben.
Während ihres späteren Einsatzes als Kreuzfahrtschiff wurden die Räumlichkeiten der Canberra teilweise für andere Zwecke genutzt und umgebaut. Die Anzahl der Passagiere verringerte sich hierbei von über 2.200 auf 1.737. Unter verfügte das Schiff in späteren Jahren über eine Disco namens Island Room sowie ein großes Spielzimmer mit Kinderbetreuung. An den Bezeichnungen der Räume änderte sich durch den Umbau nichts. Lediglich der ehemalige Speisesaal der Ersten Klasse erhielt den neuen Namen Pacific Restaurant.

## Technik
Die Canberra besaß ein turbo-elektrisches Antriebssystem, welches zur damaligen Zeit als sehr fortschrittlich galt. Die Dampfturbinen des Schiffes trieben mehrere große Wechselstromgeneratoren an. Mit der erzeugten elektrischen Energie wiederum wurden die Elektromotoren betrieben. Über zwei Wellen wurden die Zwillingsschrauben angetrieben, die dem Schiff eine Höchstgeschwindigkeit von fast 30 Knoten verliehen. Die Dienstgeschwindigkeit der Canberra wurde 1973 auf 23,5 Knoten reduziert. Pro Tag benötigte das Schiff 250 bis 300 Tonnen Treibstoff.

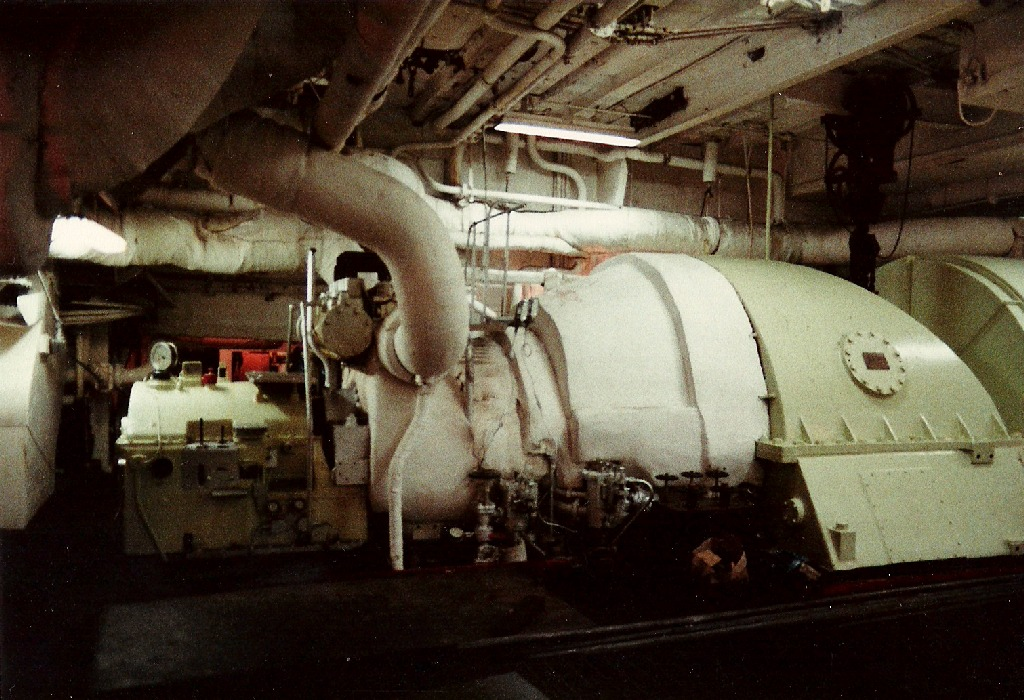
Die Haupt-Dampfturbine
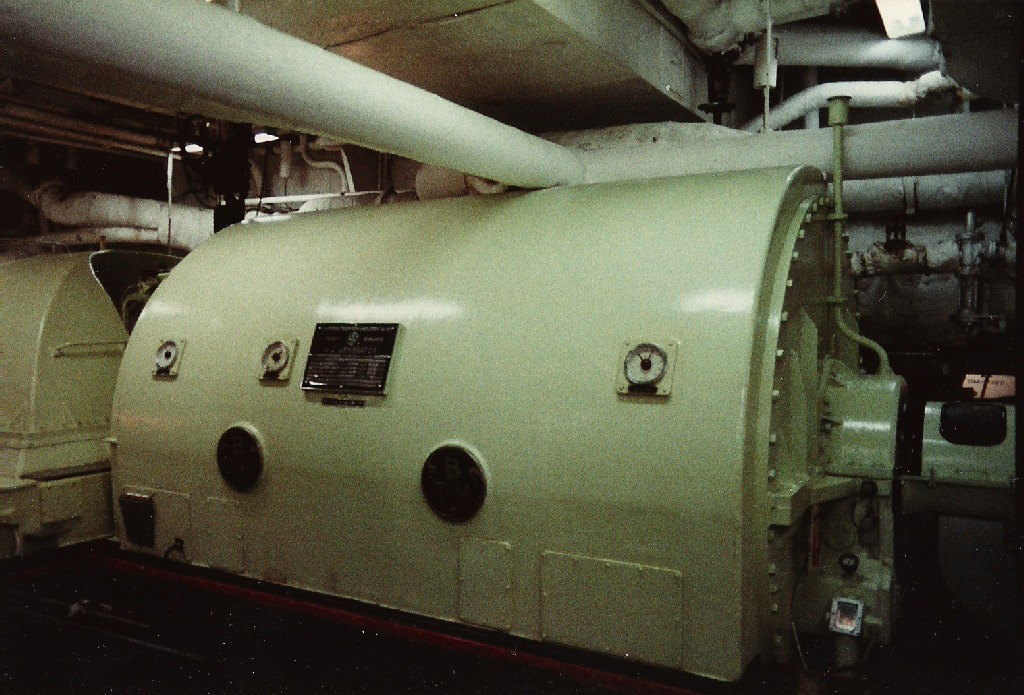
Einer der Wechselstromgeneratoren
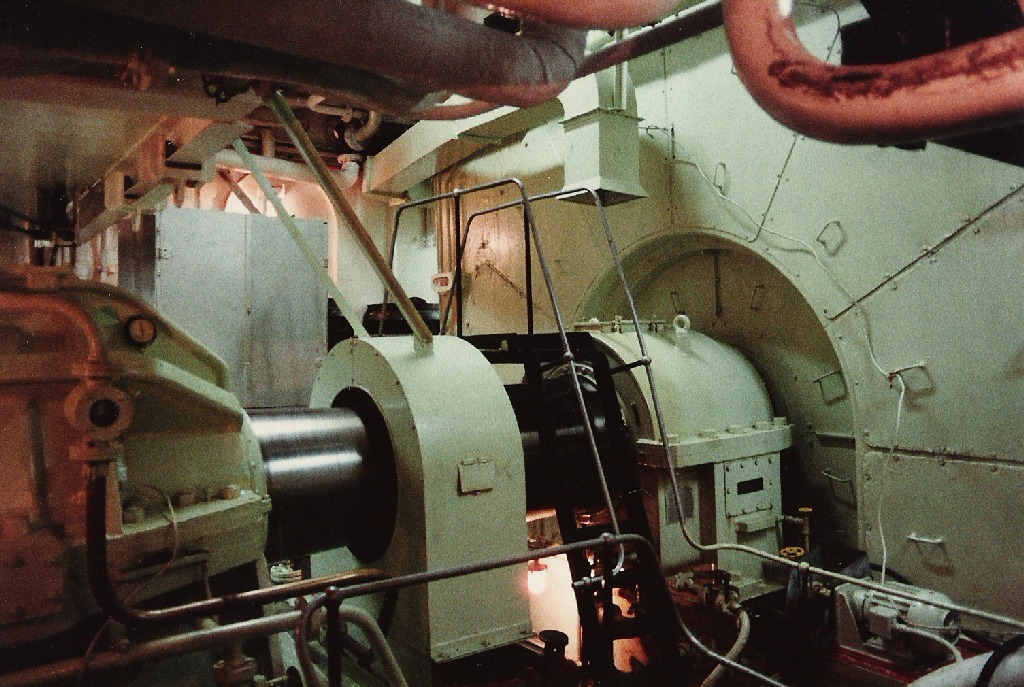
Eine der beiden Schraubenwellen